# Драгоманско блато
Драгоманското блато е карстово блато в западната част на Софийската котловина, на 1,5 km източно от град Драгоман, (посока село Големо Малово) и на 38 km от София.
Намира се в обширна котловина, заобиколена от варовикови възвишения, в южното подножие на карстовата планина Чепън. Разпростира се на площ около 350 хектара и е с приблизителни размери 2,5 km от запад на изток и 1,2 km от север на юг. Драгоманското блато е пресушено през 30-те години на 20 век. Тогава са изградени дренажни канали, а впоследствие – помпена станция, за да се използва земята за земеделски цели. За дълъг период животът в него замира. С това изчезват два вида вида растения, на които то е било единствено находище в България (мехурчестата алдрованда и парнасиеволистната калдезия) и едно от последните находища на сивия жерав, преди той да изчезне като гнездящ вид в България.
В резултат на спиране изпомпването на водите през 90-те години блатото бързо се възстановява и е една от малкото възстановени влажни зони в България.
Територията на блатото попада в две от защитените зони към Натура 2000:
- Раяновци – по директивата за птиците[1]
- Драгоман – по директивата за местообитанията[2]

В закона за защитените територии в България блатото все още не е обявено за защитена територия (резерват или защитена местност), но поради включването му в две от защитените зони, определени дейности в него не са разрешени. Това са пресушаване, използване на пестициди, палене на тръстикови масиви и др.
Блатото се намира на пътя на миграцията на птиците Via Aristotelis, тук те спират в богатата блатна растителност за да отпочинат, преди да полетят отново.

## Флора
Фитогеографски и флористично Драгоманското блато попада в Европейската широколистна горска област, Софийска област, Чепънско-Завалски район (Бондев, 1997). В миналото то е било дом на десетки редки растения, които изчезват заради пресушаването и разораването на ливадите – водната лилия, изправената ежова главица, тревистолистният ръждавец, дребният ръждавец, прешленистият многолистник, потопеният многолистник, плаващият рачиокарпус, спиродела и много други.
Спироделата е вид, който е включен в Европейския списък с редки и застрашени от изчезване растения.
Тежка загуба за българската флора и наука е изчезването на калдезията и насекомоядното растение алдрованда. Тук е било едно от малкото находища в България и за изправената ежова главица. Днес блатото приютява значителен брой растителни видове. Установени са 138 вида от 37 семейства. Преобладаващите растителни съобщества са хидрофилните, хигрофилните, мезофилните и рудералните. Някои видове като обикновената мехурка – друг вид насекомоядно растение, блатната перуника, жълтата какичка, бялата водна роза, потопеният роголистник, хипорисът, блестящият ръждавец, орхидеите, прешленолистният надводник – за него блатото е едно от седемте находища в страната, шахматовидната ведрица е изключително рядък вид, ниската теменуга е считана за изчезнала в България, представляват голям интерес за природозащитниците. Те са редки и ендемични видове, включени са в Червената книга на България.

## Фауна
Най-голямото богатство на блатото са птиците. Установени са 237 вида, от които около 130 гнездят в блатото и отглеждат поколенията си тук. През пролетната миграция в района се наблюдават още около 105 вида. Тук гнездят световно застрашени видове като белооката потапница и ливадният дърдавец. Сред водната растителност се размножават 6 вида дърдавцови птици: воден дърдавец, зеленонога водна кокошка, белочела водна кокошка, голяма, малка и средна пъструшка. Тук гнездят и малък и голям воден бик, лятно бърне, зеленоглава патица, сива птица, кафявоглаво потапниче, голям гмурец и други.
През 2007 година се формира изцяло нова колония от бели, сиви и ръждиви чапли, а през последните години, по време на миграцията, е забелязан и сивият жерав. Днес блатото се посещава и от пеликани. Най-многобройни са пойните птици, сред които и няколко вида шаварчета. В миналото тук са гнездели шилоопашата птица, зимното бърне и сивият жерав. Блатото е хранителна среда за грабливите птици. От тях най-често се срещат орелът змияр, белоопашатият и обикновеният мишелов тръстиковият и ливадният блатар, бухалът, няколко вида соколи и сови и други. От световно застрашените видове, но при миграция, могат да се видят голяма бекасина, царски орел и белошипа ветрушка.
Бозайниците в района на блатото са представени от 23 вида. От голям интерес са застрашените лешников сънливец, горски сънливец, оризищна мишка и видра. Влечугите са 10 вида, от които най-срещани са обикновена блатна костенурка – световно защитен вид и жълтоухата водна змия. Земноводните са 9 вида, от който 7 вида жаби. Сред редките популации са тези на малкия тритон, гребенестия тритон на Буреш и обикновената чесновица. Последната е рядък вид, а блатото е най-високото ѝ находище в страната. Жабата дървесница е световно защитен вид. Рибите са представени от сребристата каракуда. От паяците най-интересен е водният паяк – Arguroneta aquatica. От животните в блатото 188 вида са строго защитени, а в Червената книга на България са включени 43 вида – 30 застрашени, 11 редки и 2 изчезнали.

## Драгоманско блато и екотурзиъм
Драгоманското блато е единственото карстово блато в България и е най-голямата естествена влажна зона и находище на гнездящи водолюбиви птици в Софийско. Заедно с Чепън, то е определено за представително местообитание от европейско значение за опазване на биологичното разнообразие (CORINE Biotopes). Включено е в списъка на орнитологично важните места (IBA), като част от комплекса „Влажни ливади – Раяновци“, а също и в европейската система от защитени територии NATURA 2000.
Опознавателната инфраструктура за екотуризъм в блатото включва дървено мостче с дължина 300 m и кула за наблюдение и снимане на птици, изградени от „Сдружение за дива природа Балкани“, с помощта на дарители и доброволци.

## Галерия птици
- Голям воден бик
- Орел-рибар
- Ръждива чапла
- Орел змияр
- Сокол скитник
- Белоопашат мишелов
- Черен щъркел
- Белоока потапница
- Кокилобегач
- Гарван гробар
- Бял щъркел
- Фиш
- Червена (ръждива) чапла – заснета от фотокапан в Драгоманското блато
- Зеленоглава патица – заснета от фотокапан в Драгоманското блато
- Зеленоножка – заснета от фотокапан в Драгоманското блато
- Воден дърдавец (крещалец) – заснет от фотокапан в Драгоманското блато
- Малък воден бик – заснет от фотокапан в Драгоманското блато

## Галерия природа
- изглед към блатото от Чепън планина